# A sodródó admirális
A sodródó admirális (The Floating Admiral) egy angol krimiregény, melyet a Detektívklub (Nyomozó Klub, Detection Club) tizennégy tagja írt 1931-ben. A könyv tizenkét fejezetét más-más szerző írta, sorrendben Victor Whitechurch kanonok, G. D. H. Cole és Margaret Cole, Henry Wade (Henry Lancelot Aubrey-Fletcher írói álneve), Agatha Christie, John Rhode (Cecil John Charles Street), Milward Kennedy (Milward Rodon Kennedy Bourge), Dorothy L. Sayers, Ronald Knox, Freeman Wills Crofts, Edgar Jepson, Clemence Dane és Anthony Berkeley. A prológus, amely a regény befejezése után készült, G. K. Chesterton műve.
A korban divatos társasjátékok szellemében, a mulatság kedvéért született regényhez a szerzőknek – az első kettő kivételével - lezárt borítékban le kellett adniuk a saját megoldásukat. (A The Guardian recenziója szerint Agatha Christié a legötletesebb - amint az várható is volt.) Az egyes befejezések a könyv függelékében jelentek meg. A szerzőknek úgy kellett megírniuk a saját fejezetüket, hogy az illeszkedjen az általuk tervezett befejezéshez, és tilos volt feleslegesen bonyolítani a cselekményt. Emellett mindegyik alkotónak figyelembe kellett vennie az előző fejezetekben leírt tényeket, anélkül hogy ismerte volna az előző fejezetek írói által kigondolt befejezést.